# ジェイリース
ジェイリース株式会社（英語: J-LEASE Co.,LTD.）は東京都新宿区及び大分県大分市に本社（登記上の本店は大分市）を置き、保証関連事業（家賃債務保証、医療費保証、養育費保証）を展開。2004年に大分県で創業。
2016年には東証マザーズに株式上場、2018年に東証一部に市場変更。現在は東証プライム市場に上場（証券コード:7187）。

## 沿革
2004年
2月 - 大分県で創業。
12月 - 宮崎支店開設。
2005年
1月 - 熊本支店開設。
12月 - 商号を賃貸保証センターからジェイリース株式会社に変更。
2006年
3月 - 長崎支店開設。
6月 - 佐賀支店開設。
2009年
9月 - 佐世保営業所（現：佐世保支店）開設。
2010年
8月 - 東京支社（現：東京本社）開設。
9月 - 新潟支店開設。
11月 - 宇都宮支店開設。
2011年
1月 - 大分本社と東京本社の2本社制に移行。
9月 - 群馬支店、長野支店を開設。
2012年
2月 - 福岡支店、鹿児島支店開設。
4月 - 北九州支店開設。
6月 - あすみらい株式会社を設立。
7月 - トラステート株式会社を設立。
2013年
5月 - トラステート株式会社解散。
11月 - 名古屋支店開設。
2014年
4月 - 大阪支店（現：大阪オフィス）開設。
6月 - 千葉支店開設。
2015年
2月 - サービスセンター、仙台支店開設。
2016年
6月 - 東京証券取引所マザーズ市場に株式上場。
7月 - 横浜支店、埼玉支店開設。
2017年
5月 - 札幌支店開設。
7月 - 岡山支店開設。
11月 - 茨城支店開設。
2018年
3月 - 東京証券取引所市場第一部へ市場変更。
6月 - 医療費保証事業開始、静岡支店開設。
10月 - 愛媛支店開設。
2020年
9月 - 八王子支店開設。
2021年
5月 - 東京3拠点移転統合（東京本社）。京都支店、広島支店開設。
10月 - 株式会社丸の内よろず及び株式会社Wellon Solutionsと資本業務提携締結。
2022年
2月 - 神戸支店、福島支店、盛岡支店開設。
4月 - 東京証券取引所市場見直しに伴いプライム市場移行。
10月 - 山口支店、岐阜支店、高松支店開設。
12月 - 沖縄地区／業務開始準備室を開設。
　　　 一般社団法人全国不動産協会と提携し、公益社団法人全日本不動産協会の協会員向けに「全日ラビー保証」の提供を開始。
2023年
2月 - 沖縄支店開設。
6月 - 代表取締役社長が中島拓から中島土に交代、養育費保証事業を開始。
9月 - 八王子支店を東京西支店に名称変更し、立川に移設。
2024年
4月- 環境検査システム、システム開発等をする株式会社エイビスの全株式を取得し、子会社化。
7月- 富山支店、滋賀支店開設。
10月- 山梨支店、奈良支店開設。
2025年
3月- 台湾出店準備室開設。
4月- ジェイリースフットボールクラブ株式会社を設立。
　　Ｋ‐ｎｅｔ株式会社の全株式を取得し、子会社化。
5月-株式会社Wellon Solutionsの株式追加取得及び持分法適用会社化（出資比率33.5%）を決定。
6月- 三重支店開設。

## 企業理念 - Philosophy
企業理念
私たちは、社会の安定と発展に貢献する責任を自覚し、公正かつ誠実な企業活動を基盤とした創造的なサービスの提供を通して、全社員と私たちに関わる全ての人の幸せを追求します。
未来ビジョン
信用を保証して安心を生み出し、誰もが「自分の人生をまっとうできる社会」をつくる。
企業文化
ジェイリースの仕事とは、人間が人間らしく生きるために欠かせない「信頼」を扱う仕事であり、その礎となる組織は、ひとりの人間を尊重し、すべての社員が自主自律のもと、仲間への貢献を分かち合える組織であるべきである。

## 事業概要

### 保証関連事業

#### ・家賃債務保証事業
創業当初から家賃保証（賃貸保証）事業を展開。賃貸アパート・マンションに入居申込する際に、入居希望者の信用を補完し希望の物件を借りやすくし入居の円滑化を確保する。入居後に賃料等の遅れがあった際に物件の家主及び不動産管理会社に家賃を立替払いすることで、借主と貸主の信頼関係を維持・向上させることができる。保証だけでなく賃料の収納代行業務や賃貸関連サービスを通じて入居者と不動産会社をサポート。核家族化や高齢化の影響で、連帯保証人を探すことが困難になってきており、家賃保証サービスのニーズが年々高まっている。
賃貸オフィス・店舗等の事業用賃貸物件においても、コロナ禍により家主のリスク回避の意識の高まりから保証ニーズが拡大している。2020年の民法改正も同事業の追い風となっている。ジェイリースの事業用保証のサービス名称「J-AKINAI（ジェイ-アキナイ）」には、「商い」「空きない」「飽きない」の3つの意味が込められている。近年は、商業施設やオフィスビル等の大型賃貸物件への導入も聞かれる。

#### ・一棟保証（Ｋ－ｎｅｔ株式会社）
近畿圏を中心とした商圏で独自に一棟保証サービスを展開している。2025年4月にジェイリースがM&Aし、100%子会社となった。

#### ・ポータブル家賃保証（株式会社Wellon Solutions）
・丸の内よろずのネットワークを活用し金融機関マーケットにおける賃貸不動産オーナーアプローチを中心に家賃債務保証事業を展開。将来の社会構造変化を先取りする形で、企業職域（社会人）や大学生等に対するダイレクトなマーケティング活動を特徴とする、ユニークな家賃債務保証モデル（「ポータブル家賃保証」）の構築、定着にも注力している。

#### ・医療費保証事業
2018年6月に医療費保証事業「J-Hospital（ジェイ-ホスピタル）」を開始。患者が期限内に医療費を支払えなかった場合に、ジェイリースが医療機関へ保証するサービスである。過去の医療未収金の債権流動化サービスも展開し、2021年9月には入院セットサービス会社が提供する入院レンタルサービスへの付帯新商品を新たに開発した。

#### ・養育費保証事業
2023年6月に養育費保証事業「J-みらい（J-MIRAI）」を開始。11月にはサービスを拡充し、３者間契約（養育費受取者、養育費支払者、ジェイリース間）に加え２者間（養育費受取者、ジェイリース間）でも契約可能とする商品を新たに開始。３者間契約の保証プランでは養育費を養育費支払者の指定口座から口座振替し、養育費受取者の指定口座へ自動送金する収納代行サービス付帯としている。愛知県知立市とも連携協定を締結し、自治体との連携も進めている。

### 不動産関連事業（あすみらい株式会社）
あすみらいは、ジェイリースの100%子会社で福岡と東京に拠点を置く、賃貸物件の仲介・管理、マンスリーの運営、不動産売買仲介などを展開する総合不動産流通企業。外国人スタッフによる多言語対応を強みとしており、訪日外国人をターゲットとした幅広い事業領域と独自のサービスを展開している。

### 環境検査システム、システム開発、パッケージソフトの販売等（エイビス株式会社）
エイビスは、ジェイリースの100%子会社で大分、大阪、東京に拠点を置く、環境検査システムの開発販売、システム開発、パッケージソフトの販売などを事業として行っている。環境検査システムにおいては業界シェア№1を誇る。

## 加盟団体・登録制度
- 一般社団法人 日本経済団体連合会（経団連）
- 国土交通省 家賃債務保証業者登録　国土交通大臣（２）第20号
- 公益財団法人 日本賃貸住宅管理協会、家賃債務保証事業者協議会
- 一般社団法人 全国賃貸保証業協会
- 一般社団法人 不動産テック協会

## サステナビリティ

### 健康経営推進
ジェイリースは、すべての役職員が健康で自分らしく働き続けられる環境を構築するため、2023年より健康経営宣言「全社員一人ひとりの物心両面の幸せは、まず健康であることから生まれる」を策定し、ヘルスキーパー制度導入、ストレスチェック、検診・予防接種費用補助等の健康の保持・増進に関する具体的な取組とその効果を把握するために、健康経営に関する運用・管理体制を整備し、健康経営を推進している。2024年以降、経済産業省 健康経営優良法人（大規模法人部門）に認定。

### ジェイリースフットボールクラブ株式会社（ジェイリースFC）
2018年4月に「スポーツを通じた街づくり」と地域貢献を目的に、大分市の少年サッカークラブのカティオーラFCと連携し、サッカークラブ・ジェイリースFC（ジェイリースフットボールクラブ）を創設した。
2025年4月1日には100%出資子会社「ジェイリースフットボールクラブ株式会社」を設立してクラブを法人化した。

### 一般財団法人ジェイリース奨学基金
「一般財団法人ジェイリース奨学基金」は、中途視覚障がい者の修学や復職訓練のサポートを行う目的で、2018年5月に代表取締役社長の中島拓が「一般財団法人中島拓奨学基金」として創設した財団。2021年10月にジェイリースが引き継ぐ形で設立した返済義務のない奨学金支援団体。中途視覚障がいにより就労や就学が困難になった状況にありながらも、チャレンジ精神を持って、訓練や学業に取組む者に対して、返済義務の無い奨学金を給付することにより、中途視覚障がい者の社会進出に寄与したいとしている。
　各年度の応募状況と奨学生の人数
- 2019年度　応募人数：52名　奨学生決定者：5名
- 2020年度　応募人数：36名　奨学生決定者：5名
- 2021年度　応募人数：38名　奨学生決定者：5名
- 2022年度　応募人数：21名　奨学生決定者：5名
- 2023年度　応募人数：22名　奨学生決定者：5名
- 2024年度　応募人数：47名　奨学生決定者：5名

### スポーツエールカンパニーに認定
ジェイリースは、スポーツ庁から「スポーツエールカンパニー2025」に認定。スポーツエールカンパニーとは、スポーツ庁が、従業員の健康増進のためにスポーツ活動の支援や促進に向けた積極的な取組を実施している企業を「スポーツエールカンパニー」として認定する制度。

### 大分トリニータ、大分フットボールクラブとの各種連携
2011年にJリーグ・大分トリニータとオフィシャルパートナー契約を締結し、翌2012年に大分トリニータレディースのユニフォーム胸スポンサー契約を締結した。その後、2014年にトリニータとユニフォーム袖スポンサー契約を締結。2016年から2019年にかけてはユニフォーム背中スポンサー契約を結んでいた。2021年には株式会社大分フットボールクラブとジェイリース株式会社は業務提携を締結。毎年トリニータジェイリースサンクスデーを開催している。

## CM・PR活動

### 出演者
- 満島真之介 - 2022年9月30日　ACCブロンズ賞受賞

### 過去の出演者
- 狩野英孝 - 2019年7月
- 池田達哉、木島悠 - 2019年1月
- 脇知弘 - 2018年
- 高木駿、松本怜、三平和司

### その他
- 「わんぱく相撲全国大会」スポンサー - 2022年~
- 大分市営陸上競技場の通称が「ジェイリース スタジアム」に決定 - 2022年3月~
- 「大和証券Mリーグ」2019レギュラーシーズン、スポンサー契約 - 2019年10月
- 大分トリニータ ユニフォーム(背中)スポンサーおよびレディースサポートスポンサー - 2018年12月